# Cenes de la Vega
Cenes de la Vega – gmina w Hiszpanii, w prowincji Grenada, w Andaluzji, o powierzchni 6,49 km². W 2011 roku gmina liczyła 7900 mieszkańców.
Pochodzenie Cenes de la Vega jako gminy datuje się na 1572 r., jak zapisano w archiwum miejskim.